# Raw & Refined
Raw & Refined è il ventesimo album del musicista soul statunitense Isaac Hayes, pubblicato nel 1995 da Virgin Records.
| Recensione | Giudizio |
| ---------- | -------- |
| AllMusic   | [ 1 ]    |

## Tracce
1. Birth of Shaft – 3:34
2. Urban Nights – 4:33
3. Funkalicious – 5:39
4. Tahoe Spring – 4:29
5. The Night Before – 4:41
6. Memphis Trax – 3:37
7. Soul Fiddle – 6:37
8. Funky Junky – 7:05
9. You Make Me Live – 3:48
10. Making Love At the Ocean – 5:46
11. Southern Breeze – 5:58
12. Didn't Know Love Was So Good – 3:55
13. The 405 – 6:42